# Alexeter angularis
Alexeter angularis är en stekelart som först beskrevs av Tohru Uchida 1952.  Alexeter angularis ingår i släktet Alexeter och familjen brokparasitsteklar. Inga underarter finns listade i Catalogue of Life.